# Rich Conaty
Pour les articles homonymes, voir Conaty.
Richard Brian Conaty, dit Rich Conaty (né le 30 novembre 1954 à New York et mort le 30 décembre 2016 à Catskill) est un animateur de radio américain.
Rich Conaty est connu pour avoir contribué à la diffusion sur les ondes radio du jazz et de la musique américaine des années 1920 et 1930, notamment à travers son émission The Big Broadcast diffusée sur WFUV et diverses stations du réseau public américain National Public Radio (NPR) depuis 1973,.

## Biographie
Rich Conaty est né le 30 novembre 1954 à New York et a grandi dans l'arrondissement de Queens. C'est à l'âge de 13 et 14 ans qu'il se passionne à la fois pour la radio et la musique des années 1920 et 1930, grâce à une émission musicale de la station de radio de l'université Hofstra (WVHC). À l'âge de 16 ans, il anime sa propre émission musicale sur cette même station.

## Sources
- Terry Golway, « Making Sweet Music On a Sunday Night », The New York Observer, 13 février 2006
- Lawrence Downes, « A D.J. Who Brought Two Decades to Life », The New York Times, 23 janvier 2017.